# Bures-en-Bray
Bures-en-Bray é uma comuna francesa na região administrativa da Normandia, no departamento de Sena Marítimo. Estende-se por uma área de 10,97 km². Em 2010 a comuna tinha 329 habitantes (densidade: 30 hab./km²).